# 199 (nombre)
Cet article est relatif au nombre 199. Pour les années, voir 199 et -199.
Le nombre 199 (cent quatre-vingt-dix-neuf ou cent nonante neuf) est l'entier naturel qui suit 198 et qui précède 200. C'est :
- un nombre premier de Gauss,
- un nombre premier régulier,
- un nombre premier jumeau avec 197,
- un nombre premier sexy avec 193,
- un nombre premier de Wagstaff,
- la somme de trois nombres premiers consécutifs (61 + 67 + 71),
- la somme de cinq nombres premiers consécutifs (31 + 37 + 41 + 43 + 47),
- un nombre de Lucas,
- un nombre triangulaire centré,
- La fonction de Mertens pour 199 donne –8, soit moins que pour les entiers précédents.